# Patentbusch
Patentbusch ist ein Ortsteil im äußersten Norden der niedersächsischen Großstadt Oldenburg (Oldenburg) sowie ein Substadtteil von Ofenerdiek.
Patentbusch zeichnet sich einerseits durch den gleichnamigen großflächigen Wirtschaftspark aus, der sich entlang der Wilhelmshavener Heerstraße erstreckt und der von zahlreichen Unternehmen, die im tertiären Sektor (Dienstleistungsgewerbe) angesiedelt sind, genutzt wird. Andererseits befinden sich in Patentbusch viele Naherholungsgebiete, so der Swaartemoor-See und die dicht belaubten Spazierwege um den Waldfriedhof.
Für viele Oldenburger ist Patentbusch synonym mit dem ausgedehnten Wohngebiet Ostring, zumal die Buslinien 322 und 324 der Oldenburger Verkehr und Wasser GmbH dort enden.
Dass die Grenzen zwischen Ofenerdiek und Patentbusch fließend sind, zeigt sich darin, dass sich nicht eindeutig bestimmen lässt, ob der vielbefahrene Langenweg, der infolge seiner Funktion als Autobahnzubringer zur Anschlussstelle Oldenburg-Etzhorn vom Autoverkehr sehr stark frequentiert wird, zu Patentbusch oder aber zu Ofenerdiek zu rechnen ist.

## Verkehr
Der Patentbusch wird durch folgende Buslinien der Verkehr und Wasser an den ÖPNV angebunden:
- Linie 322: Ostring – Nadorst – Rennplatz – Ohmstede – Donnerschwee – Oldenburg Hbf/ZOB/Lappan – Bodenburg – Thomasburg
- Linie 324: Ostring – Nadorst – Bürgererschstraße – Hbf/ZOB/Lappan – Friedhof Eversten – Universität Oldenburg/Bibliothek – Artillerieweg – Infanterieweg (Univiertel) – BBS Wechloy